# Génie militaire (France)
 (mars 2020).
Pour les articles homonymes, voir Génie militaire (homonymie).
Le génie militaire français désigne le génie militaire de la France.

## Appellation
Anciennement, « le génie » était une des composantes de l'Armée de terre qui devait remplir trois missions : combattre, construire et protéger. Aujourd'hui, le génie militaire est divisé en trois composantes :
- le « service du génie », qui a rejoint le service d'infrastructure de la Défense au sein du secrétariat général pour l'Administration ; il a la responsabilité des infrastructures appartenant au ministère de la Défense ;
- le « génie de combat » composé de régiments, au sein des brigades de décision, d'engagement d'urgence et « multirôles », qui peuvent être engagés pour appuyer d'autres unités de l'armée ; ses missions sont l'aide à la mobilité, à la contre-mobilité et l'appui aux unités ;
- la « composante sécurité du génie » qui regroupe la brigade des sapeurs-pompiers de Paris (BSPP) — 8 600 hommes mis à la disposition de la préfecture de police de Paris — et les formations militaires de la Sécurité civile (FORMISC), soit deux régiments et une unité mis à la disposition du ministère de l'Intérieur pour intervenir en France et à l'étranger.

## Service du génie

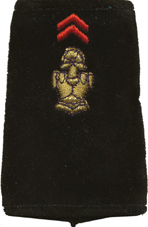
Fourreau d’épaule du génie.

Le génie désignait jusqu'en 2005 le service chargé du développement, de la gestion et de l'entretien du domaine immobilier de l'Armée de Terre ainsi que de certaines installations (pistes) de l'Armée de l'Air, de la Gendarmerie et de la Marine Nationale. Il avait à sa tête la direction centrale du génie, située à Paris 39, rue Bellechasse, puis 3, rue de l'Indépendance américaine à Versailles, était décomposé en cinq directions régionales du génie (Metz, Lyon, Bordeaux, Rennes et Paris) auxquelles étaient subordonnés dix-sept établissements du génie implantés sur l'ensemble du territoire métropolitain. Plus six établissements outre-mer. 
Le service du génie a été intégré en 2005 au service d'infrastructure de la Défense (SID), avec les composantes Air et Marine. Ce nouvel ensemble est subordonné au secrétariat général pour l'administration (au ministère de la Défense).

## Génie combat

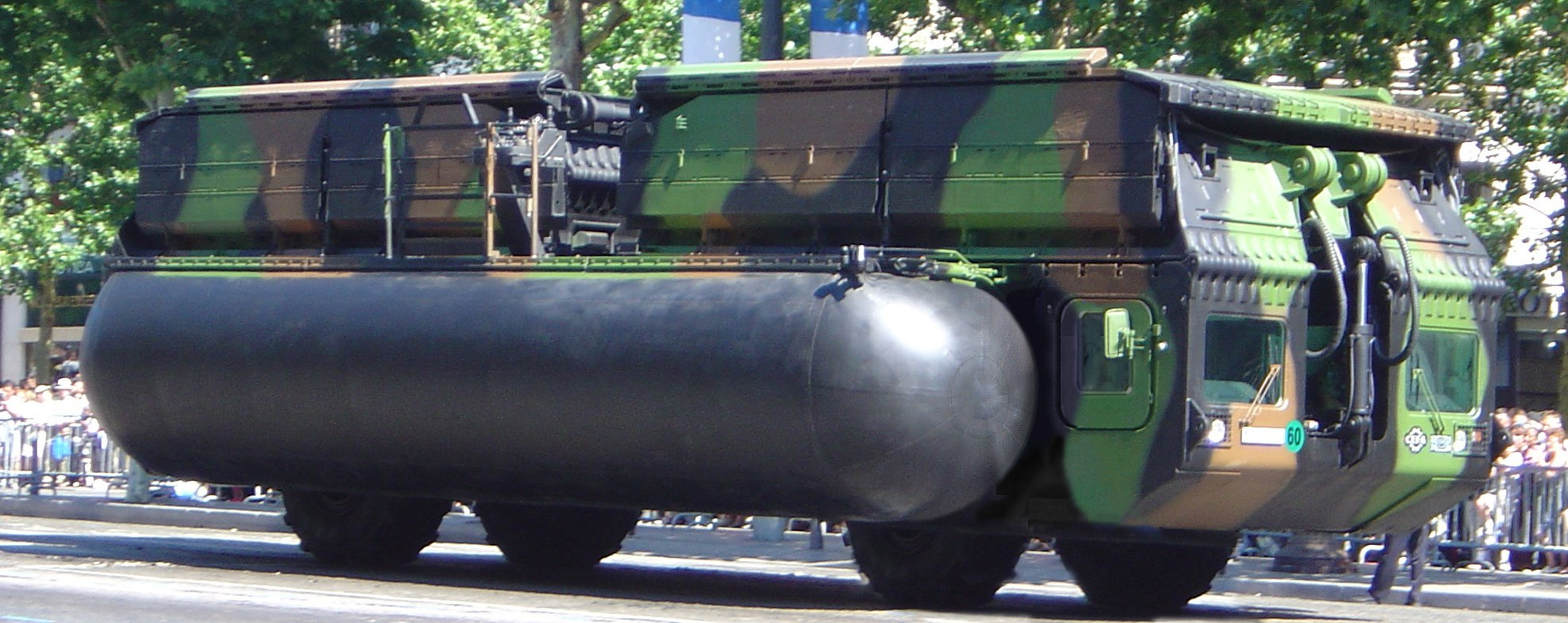
Engin de franchissement de l'avant (EFA), un pont mobile.

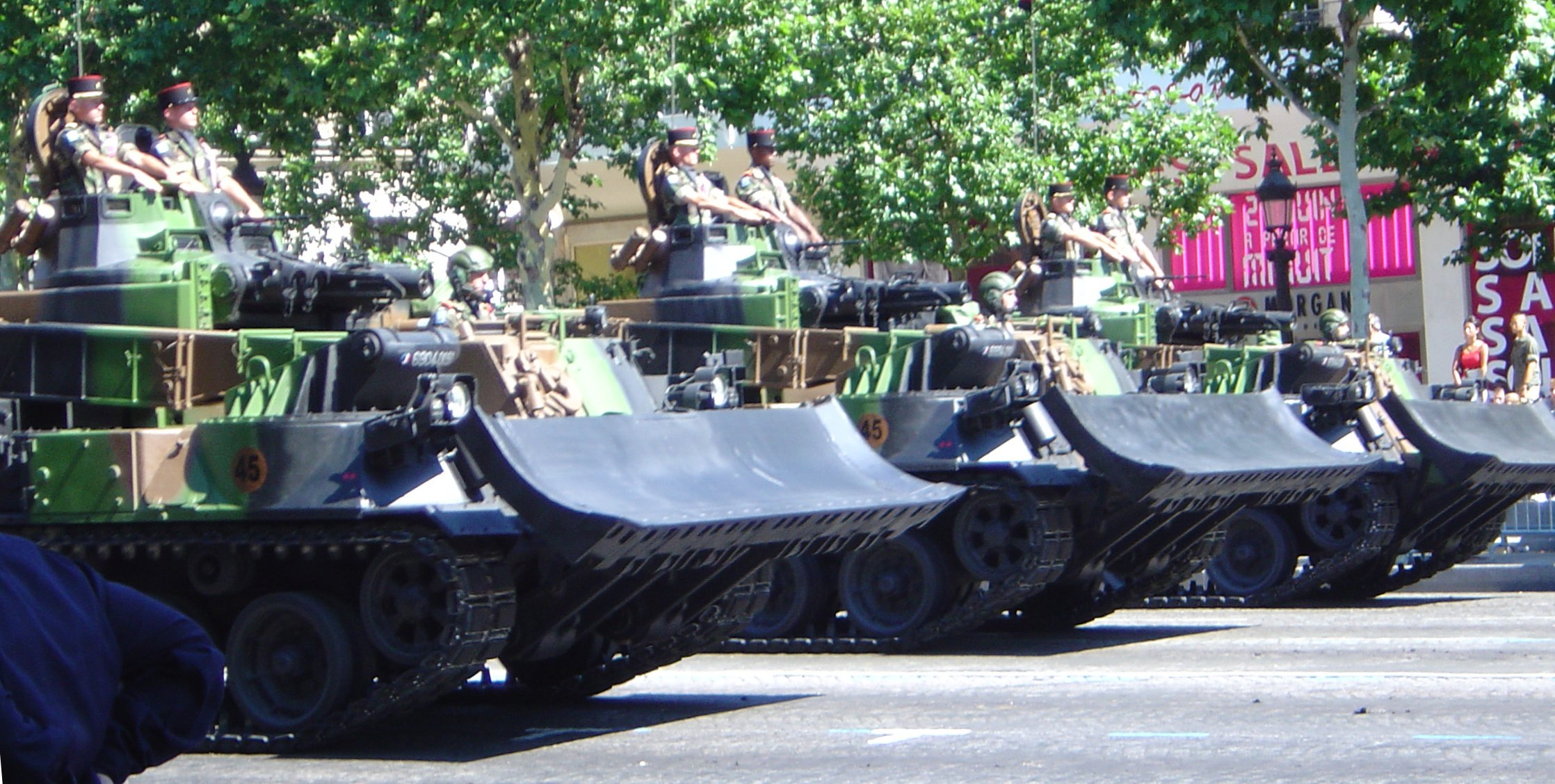
Engin blindé du génie.

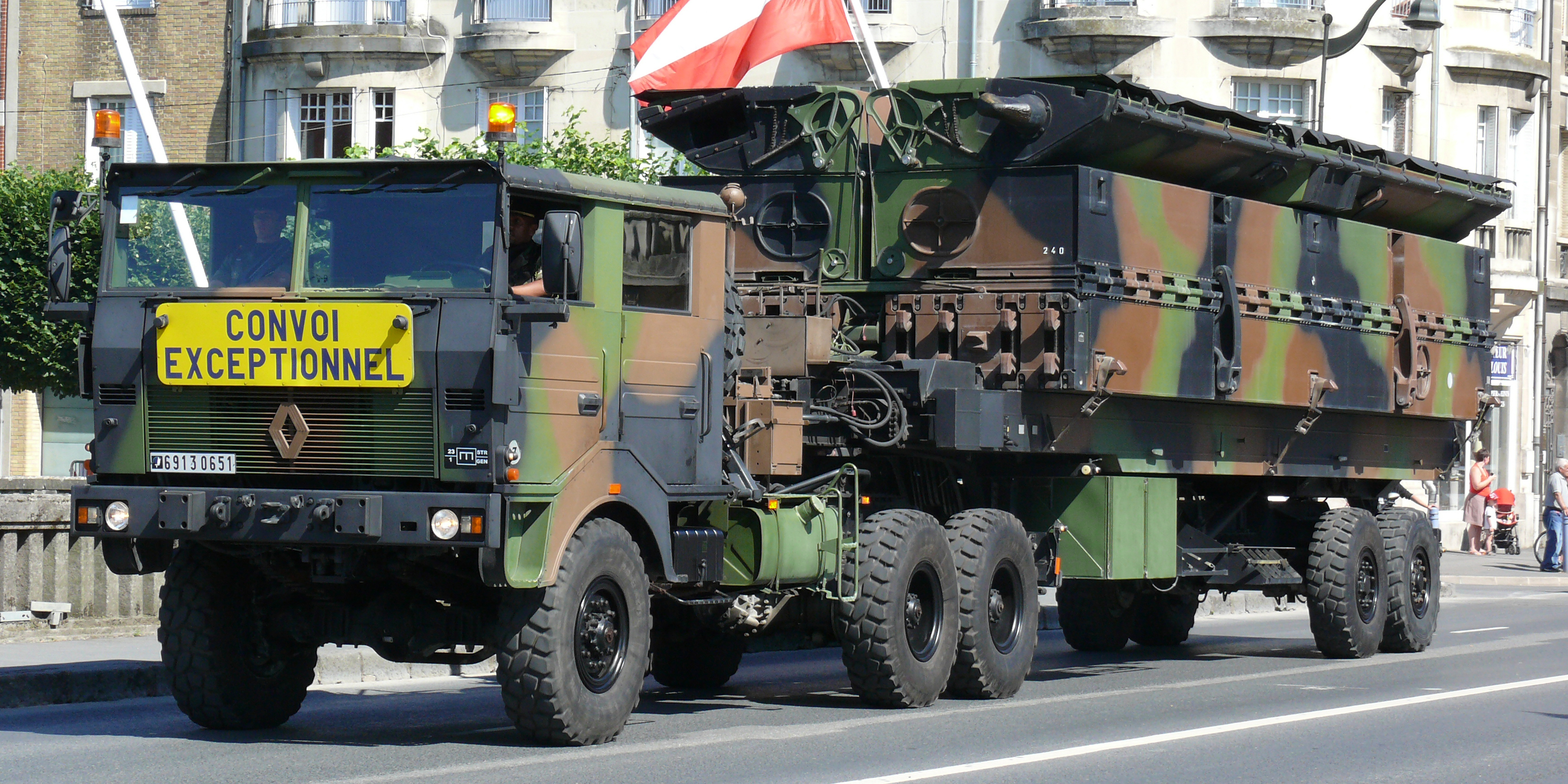
Pont flottant motorisé PFM.

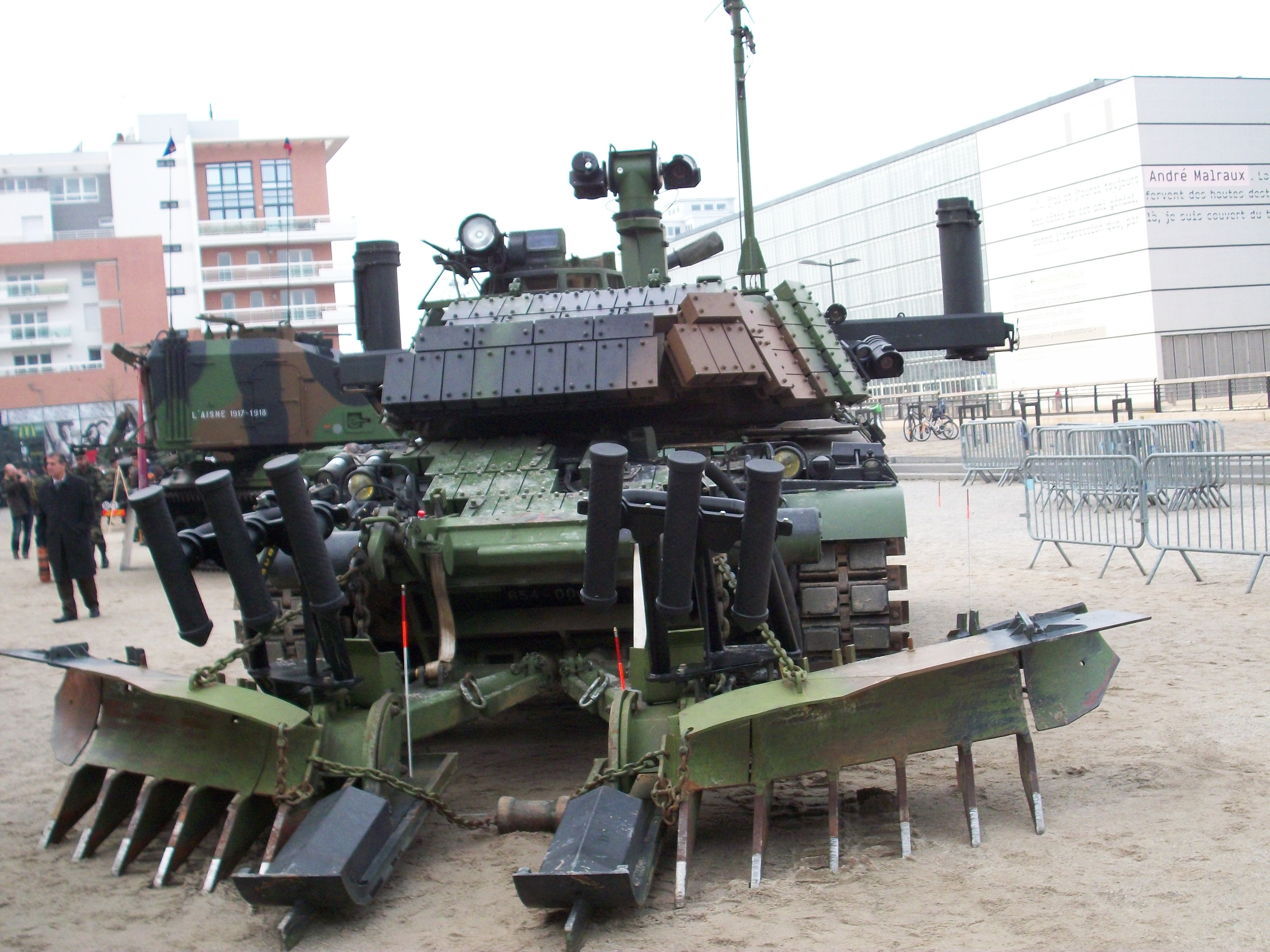
Autre configuration d'un engin blindé du génie.

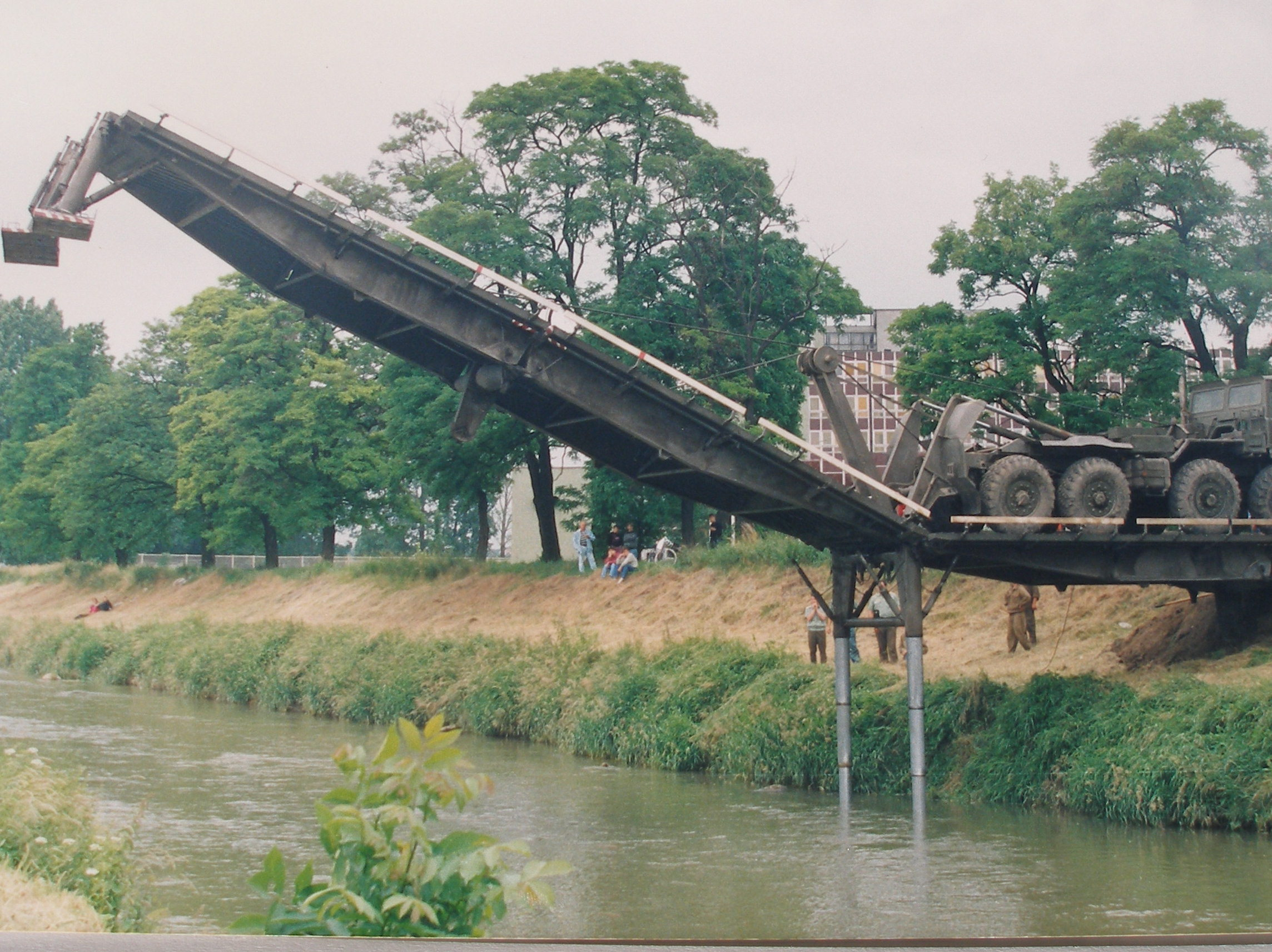
Autre exemple de pont provisoire en cours d'installation.

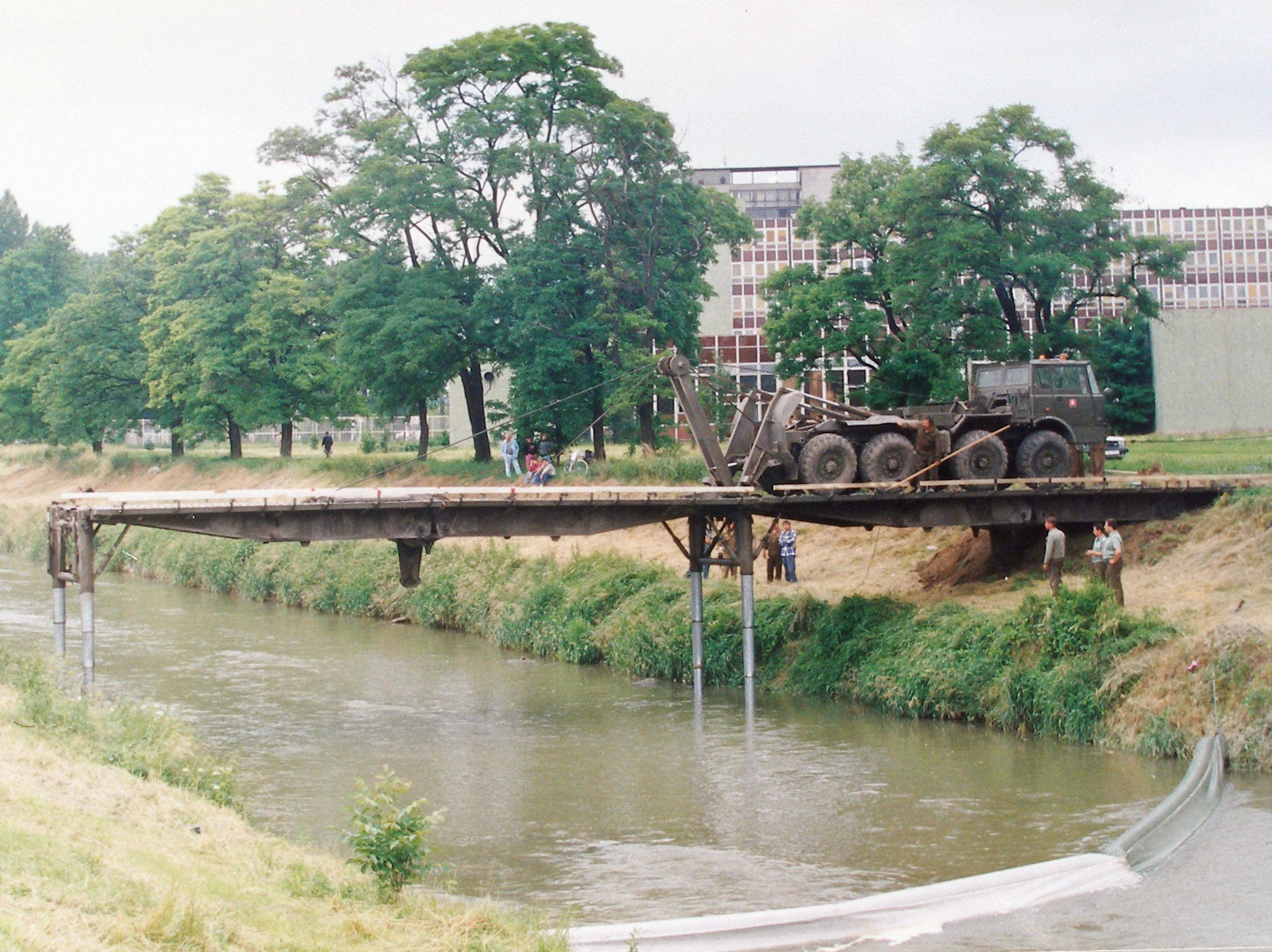
... et installé.

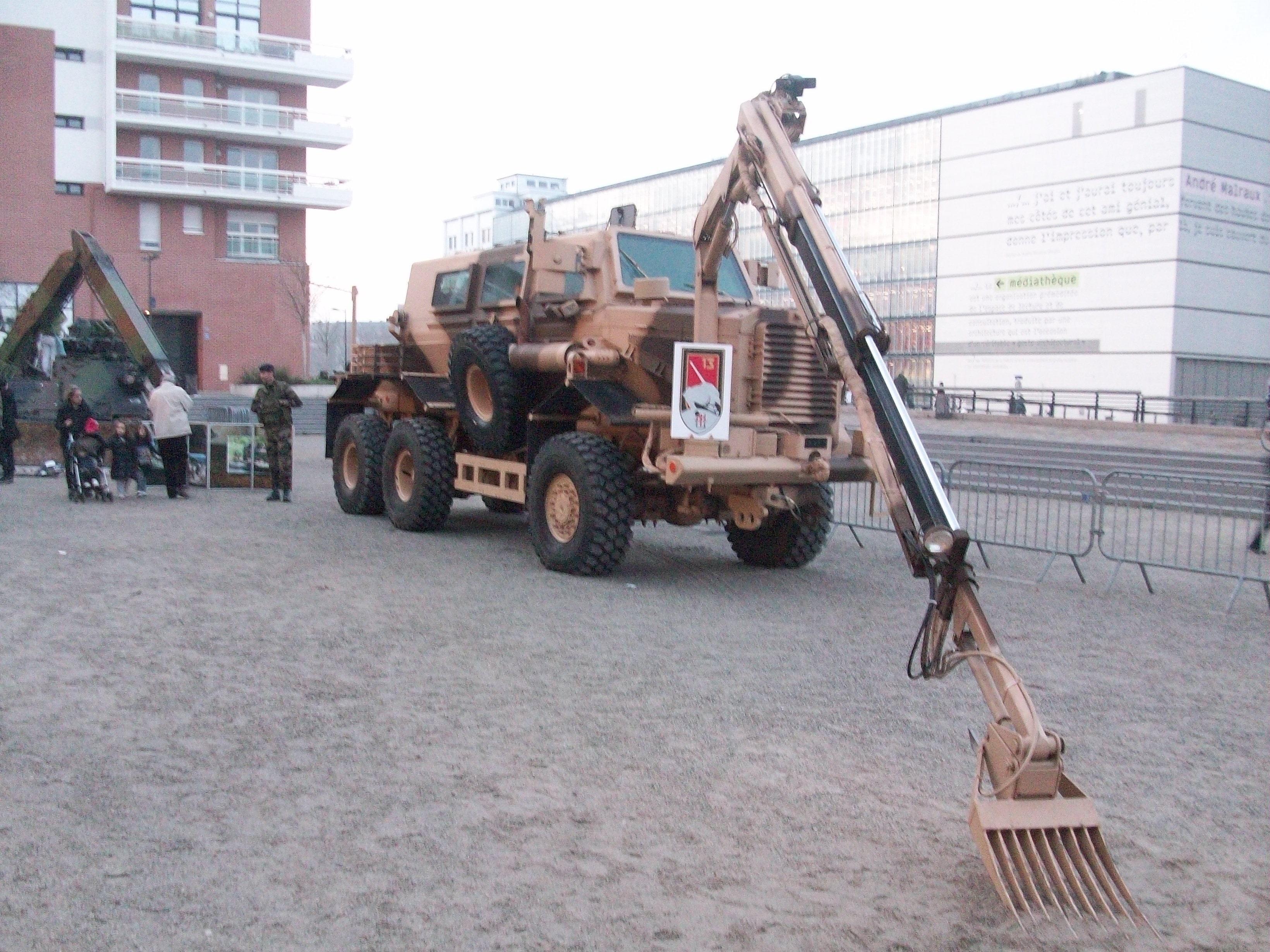
Buffalo (MPCV) destiné à lutter contre les engins explosifs improvisés.

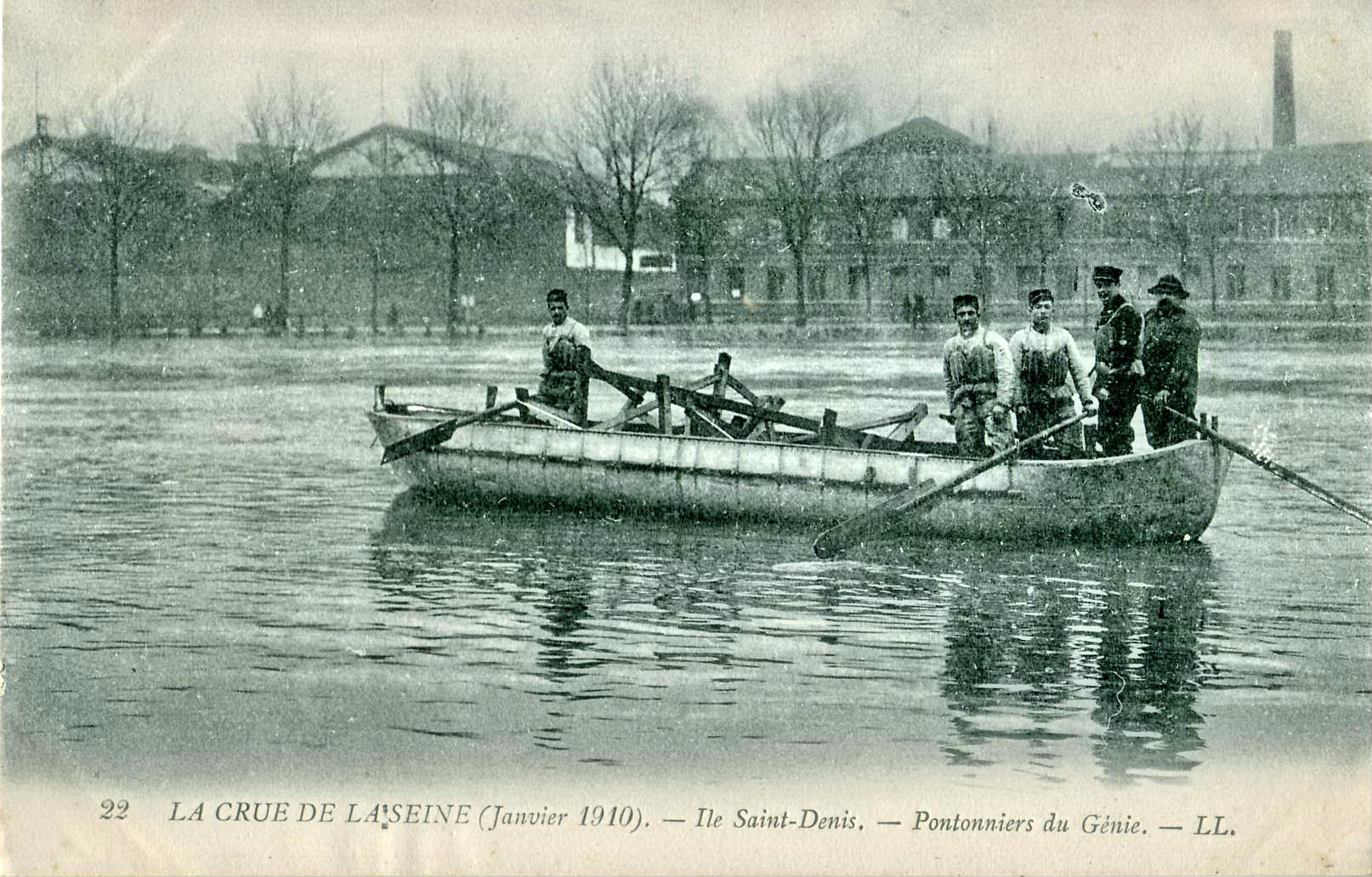
Le génie assiste les populations civiles. Ici, lors de la crue de la Seine de 1910.

Le « génie » désigne les unités qui sont chargées de missions techniques en soutien des unités offensives ou défensives.
Dans le cadre d'une manœuvre offensive, le génie est chargé de préparer le terrain afin de faciliter le déplacement des armes de mêlée, création de ponts, ouverture de brèches dans des champs de mines. C'est l'aide à la mobilité.
Dans le cadre de manœuvres défensives, il est plus particulièrement chargé d'entraver la marche de l'ennemi ainsi que d'aménager le terrain afin de protéger les forces amies. C'est l'aide à la contre-mobilité et l'appui aux unités.
De ce fait, les unités du génie peuvent souvent se trouver très exposées au feu alors qu'elles ne sont pas des unités principalement combattantes.
Il comprend :
- 1er REG (Laudun-l'Ardoise)
- 2e REG (Saint-Christol)
- 3e RG (Charleville-Mézières)
- 6e RG (Angers)
- 13e RG (Valdahon)
- 17e RGP (Montauban)
- 19e RG (Besançon)
- 31e RG (Castelsarrasin)

La brigade du génie créée en 1993 puis dissoute en 2010 est réactivée en 2024. En plus des régiments du génie, elle comprend des unités de l'arme blindée et cavalerie, de l'infanterie et de l'artillerie.

## Génie de l'air
Le génie de l'air se compose actuellement du 25e régiment du génie de l'air (25e RGA), dont la portion centrale est à Istres (état-major, CCL et une COGA). Les deux autres unités (COGA 2 et COGA 4) se trouvent respectivement à Mont-de-Marsan (BA 118) et Avord (BA 702).

## Secourir et combattre les incendies
Les compétences du génie se retrouvent dans des unités militaires ayant pour mission de secourir les populations civiles. Il s'agit de :
- la brigade de sapeurs-pompiers de Paris, relevant pour emploi du préfet de police de Paris
- la brigade militaire de la sécurité civile (BMSC) relevant du ministère de l'Intérieur : le 1er RIISC basé à Nogent-le-Rotrou, le 4e RIISC basé à Libourne, l'UIISC 5 basée à Corte et 7e RIISC basé à Brignoles. L'UIISC 1 et l'UIISC 7 ont reçu en 2006 leurs drapeaux respectifs des mains du CEMAT, devenant ainsi les 1er et 7e RIISC. Ces unités sont les successeurs des sapeurs forestiers du génie qui ont été mobilisés à partir de 1927 à partir de fonctionnaires de cadre militaire dépendant de l'Administration des Eaux et Forêts.
- Si les personnels de troupe et donc de ce fait les cadres qui en sont issus, et ce par « le rang », proviennent de leurs régiments (exemples : unités de l' ALAT, 1er Regiment Chasseurs d'Afrique de Canjuers... ), donc, comme pour les « semi-directs tardifs », de leur Arme d'appartenance ; la filière « Sécurité Incendie et Sauvetage » de l'Armée de terre dépend du génie. Ainsi les cadres du recrutement  « direct » ou « semi-direct » sont des militaires de cette Arme.

## Unités (récapitulation)
- Brigade du génie (Bgen).
- 1er régiment étranger de génie (1er REG).
- 2e régiment étranger de génie (2e REG).
- 3e régiment du génie (3e RG).
- 6e régiment du génie (6e RG).
- 13e régiment du génie (13e RG).
- 17e régiment du génie parachutiste (17e RGP).
- 19e régiment du génie (19e RG).
- 25e régiment du génie de l'air (25e RGA).
- 31e régiment du génie (31e RG).
- École du génie (EG).
- Brigade de sapeurs-pompiers de Paris (BSPP).
- Brigade militaire de la sécurité civile (BMSC)
- Commandement de la brigade militaire de la sécurité civile (ComBMSC).
- 1er régiment d'instruction et d'intervention de la sécurité civile (1er RIISC).
- 4e régiment d'instruction et d'intervention de la sécurité civile (4e RIISC).
- Unité d'instruction et d'intervention de la sécurité civile n°5 (UIISC 5).
- 7e régiment d'instruction et d'intervention de la sécurité civile (7e RIISC).
- Service d'infrastructure de la Défense (SID)
- Centre d'Expertise des Techniques de l'Infrastructure de la Défense (CETID)

## Histoire du génie militaire français

### Pendant lesguerres napoléoniennes

#### Empire français
En France, la reconnaissance officielle d'un « corps des ingénieurs », officiers affectés aux opérations du génie militaire, est principalement l’œuvre de Vauban. Au cours du XVIIIe siècle, l'émulation se développe entre les deux corps scientifiques de l’armée, artilleurs et ingénieurs des fortifications. La formation initiale est distincte, notamment avec la création des écoles d'artillerie (1721) et de l'École royale du génie de Mézières (1748), l’une des premières écoles d'ingénieurs. On peut considérer que la date de création définitive du corps du génie est le 15 décembre 1793.
C'est à ce moment :
- que les compagnies de mineurs sont séparées de l’artillerie ;
- que sont créés 12 bataillons de sapeurs.

Les 12 bataillons de sapeurs comprennent chacun 8 compagnies de 200 hommes et sont dirigés par un état-major de 400 officiers. Dans cette organisation, le transport des ponts de bateaux reste sous la responsabilité de l’artillerie.
On entre au génie sur concours. Ainsi, le ministre de la Guerre fait prévenir les différentes administrations qu'un examen au concours est organisé entre le 11 frimaire et le 11 ventôse an II. Pour se présenter au concours, il faut avoir au moins 16 ans, être muni d'un certificat de civisme et d'un acte de naissance légalisé qu'il faut adresser au ministre qui inscrit les candidats sur le tableau de l'examen.
Sous l’Empire, le génie devient un corps important occupé aux innombrables travaux de guerre et de fortification. Son effectif dépasse souvent les 20 000 hommes. En 1805, il est organisé en :
- cinq bataillons de sapeurs ;
- neuf compagnies de mineurs.

Le nombre des bataillons de sapeurs est progressivement porté à huit (cinq français, un hollandais, un italien, un espagnol).

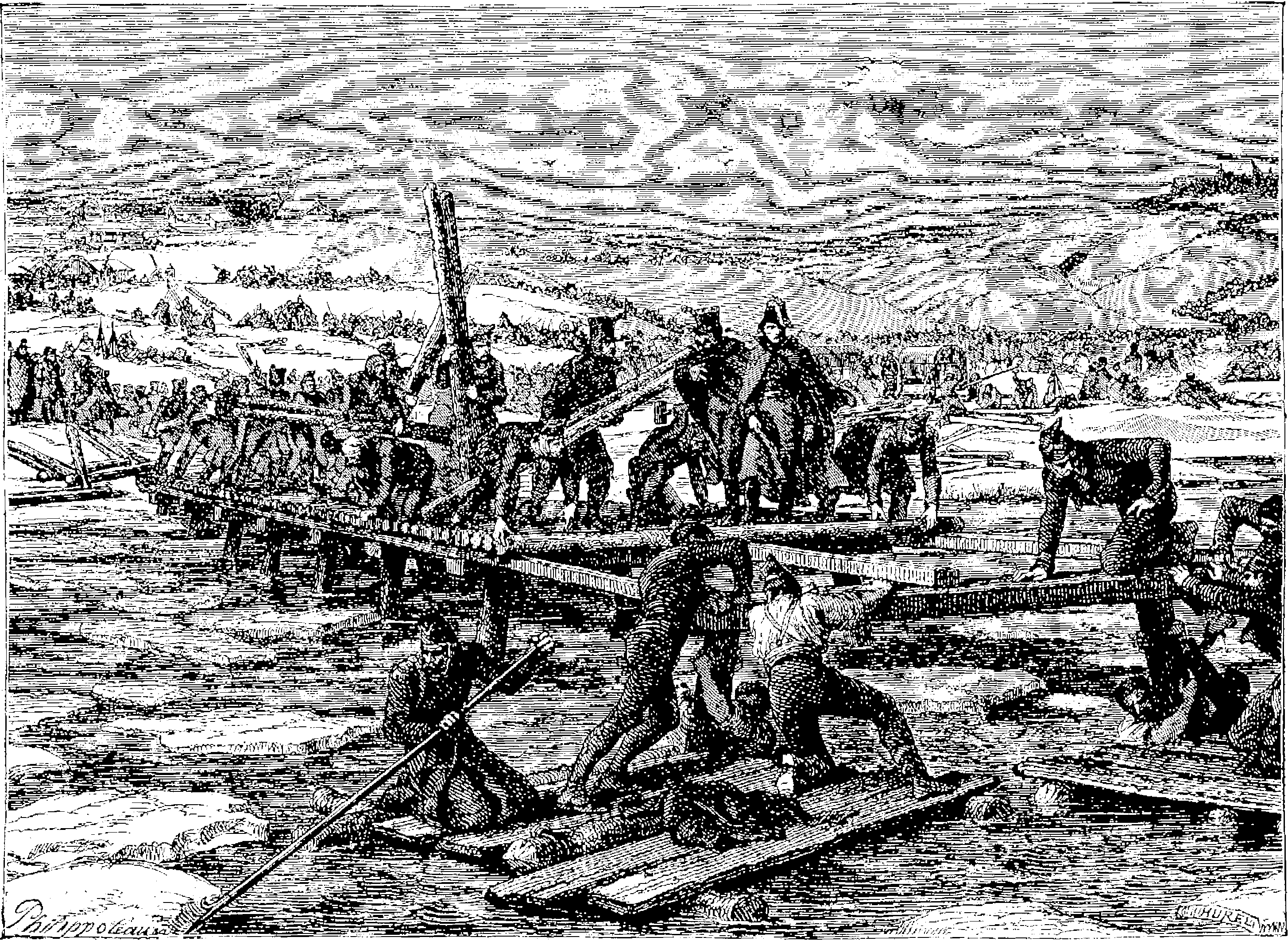
Les pontonniers français au passage de la Bérézina en 1812, dessin de Louis Figuier, 1891.

En 1806, est créé un bataillon du train du génie (qui comprend six compagnies en 1811). La même année, est créé pour chaque bataillon de sapeurs un parc d’outils porté par les sapeurs conducteurs. En 1808, les compagnies de mineurs sont réunies en deux bataillons de cinq, puis six compagnies chacun.
En 1812, le génie engage dans la campagne de Russie ses huit bataillons de sapeurs (dont les trois étrangers) et deux bataillons de mineurs, soit plus de 13 000 hommes. À la suite de la désastreuse retraite, le nombre des bataillons de sapeurs est réduit à cinq.
En 1814, la première Restauration abandonne la répartition des compagnies entre bataillons spéciaux de mineurs et de sapeurs et réorganise le génie en trois régiments de sapeurs-mineurs. Chaque régiment compte deux bataillons à six compagnies chacun (cinq de sapeurs et une de mineurs). Le génie de la Garde est supprimé. Cette réorganisation n’est pas complètement achevée lors du retour de l’Empereur.
En 1815, les trois régiments du génie fournissent des éléments pour la campagne de Belgique avant d’être dissous par la Seconde Restauration.

## Pendant laPremière Guerre mondiale
Le génie est utilisé pendant la guerre des tranchées pour créer des galeries sous les lignes ennemies pour ensuite pouvoir les faire sauter (sapes).
Pendant la Première Guerre mondiale, le génie s'organise en bataillons. Il en existe un par corps d'armée. À la déclaration de guerre, le régiment est dissous et forme des compagnies divisionnaires et de corps d'armée, formant le bataillon du génie.
- a) À la veille de la guerre, le génie comporte :

en métropole, 
- vingt et un bataillons de corps d'armée portant le numéro du corps d'armée d'affectation
- six bataillons de places-fortes ou de défense des Alpes
- trois bataillons de chemins de fer
- quatre bataillons de télégraphistes
Au total trente-quatre bataillons, dont trente-deux regroupés en onze régiments et deux bataillons autonomes (7e bataillon formant corps Besançon, 28e bataillon Belfort). 
En Afrique du Nord, deux autres bataillons autonomes : 19e bataillon Hussein-Dey, 29e bataillon Tunisie.
- b) À la mobilisation, les bataillons de corps d'armée éclatent pour donner naissance :

1) au profit de chaque division d'active, à une compagnie de sapeurs-mineurs.
2) au profit du corps d'armée, à deux compagnies de sapeurs-mineurs, dont une créée à la mobilisation, à une compagnie d'équipage de pont et à une compagnie de parc.
3) au profit de la division de réserve mise sur pied sur le territoire du corps d'armée, à une compagnie de sapeurs-mineurs, une compagnie d'équipage de pont et une compagnie de parc, toutes trois de nouvelle création.
- c) De 1915 à 1918, les effectifs du génie s'accroissent par la création de nouveaux corps d'armée, de nouvelles divisions et le dédoublement des compagnies divisionnaires de sapeurs-mineurs.

Durant l'entre-deux-guerres, le génie fut mis à contribution pour la construction de la ligne Maginot avec en 1932, au plus fort des chantiers, 220 officiers de génie qui y travaillent, de près ou de loin, sur un effectif total de 2 087 officiers de cette arme.

### Articles externes
- Génie militaire C.N.D.H.
- Forum consacré au génie
- Le génie militaire sous Napoléon